# Kanał Panamski
Kanał Panamski (hiszp. Canal de Panamá) – sztuczny kanał wodny długości ponad 80 km (12 śluz) zbudowany w latach 1904–1914, a oficjalnie otwarty w roku 1920, położony w Panamie, na Przesmyku Panamskim, łączący wody Oceanu Atlantyckiego (przez Morze Karaibskie) z wodami Oceanu Spokojnego. Jest on jedną z najważniejszych dróg wodnych świata, która wydatnie skróciła trasę, jaką musiały pokonywać wcześniej statki, np. droga morska z San Francisco do Nowego Jorku uległa skróceniu o 14 500 km. Podczas budowy Kanału Panamskiego zmarło około 25 tys. robotników, a około 20 tys. z nich zaraziło się malarią lub żółtą febrą.

## Konstrukcja
Długość kanału wynosi 81,6 km, z czego 16,4 km przypada na płytkie wody przybrzeżne Zatok: Panamskiej i Colón. Płynąc od strony Morza Karaibskiego pokonuje się 11,3 km na poziomie zwierciadła wód morskich, aż do systemu trzech Śluz Gatuńskich, które podnoszą statki na poziom 25,9 m n.p.m. – poziom sztucznego jeziora Gatún. Po opuszczeniu jeziora statki płyną 11-kilometrowym wykopem w skałach, a po przebyciu następnych 13 km docierają do kolejnego systemu śluz. Pokonawszy dalsze 13 km statki wchodzą do portów Panama i Balboa.
Najwęższa część Kanału to tzw. wykop Culebra, szeroki zaledwie na 91,4 m. Na torach wodnych na terenie zatok i Jeziora Gatún szerokość toru wzrasta do 305 m. Pierwotnie głębokość toru wodnego wahała się od 12,6 m w śluzach do 25,5 m na jeziorze. Długość śluz wyniosła po 305 m, szerokość 33,5 m. Statki, jakie mogą wchodzić do Kanału, to tzw. panamaksy o maksymalnych wymiarach:
- 294,1 m długości
- 32,3 m szerokości
- 12,0 m zanurzenia
- 57,9 m wysokości od linii wodnej do najwyżej położonego punktu statku[3]

W przypadku paraliżu kanału ruch towarów między Dalekim Wschodem a Europą ruszyłby w przeciwnym kierunku – przez Ocean Indyjski i Kanał Sueski. Konkurentami Panamy są amerykańskie koleje transportujące towary między wybrzeżami Pacyfiku i Atlantyku.
Panamie grozi też kolejny konkurent: topniejące lody północy mogą otworzyć niedostępny dotychczas przesmyk przez Morze Baffina i wody na północ od Kanady. Dla statków z portów europejskich, kanadyjskich i Nowej Anglii trasa byłaby krótsza od panamskiej o parę tysięcy kilometrów.

## Historia
Pierwszymi białymi, którzy przebyli w poprzek Przesmyk Panamski byli w 1513 r. Hiszpanie, którymi dowodził Vasco Núñez de Balboa. Pierwszy pomysł przekopania kanału przez Przesmyk rzucił w roku 1529 jeden z jego kompanów, Alvaro de Saavedra. O budowie kanału żeglownego poprzez Przesmyk Panamski dla skrócenia transportu bogactw z Peru do Hiszpanii marzył też już w XVI wieku król Karol V Habsburg. Jednak budowę kanału zainicjował dopiero w 1879 roku Francuz Ferdinand Marie de Lesseps (budowniczy Kanału Sueskiego). Kierował on francuskim przedsiębiorstwem Compagnie Universelle du Canal Interocéanique, które w latach 1881–1889 prowadziło tu pracę, przerwaną bankructwem firmy (tzw. afera panamska). W 1903 r. Amerykanie wydzierżawili teren pod kanał (późniejszą Strefę Kanałową) od nowo powstałego państwa Panama i w latach 1904–1914 – inspirowani przez Prezydenta USA Theodore’a Roosevelta – ukończyli budowę kanału. Przez ponad 75 lat Strefa Kanału Panamskiego znajdowała się pod jurysdykcją amerykańską, dopiero traktat w sprawie trwałej neutralności i funkcjonowania kanału podpisany m.in. przez Jamesa Cartera w Panamie 7 września 1977 roku zapewnił Panamie prawa do terenu, którego przekazanie odbyło się w 1999 roku.

## Rozbudowa

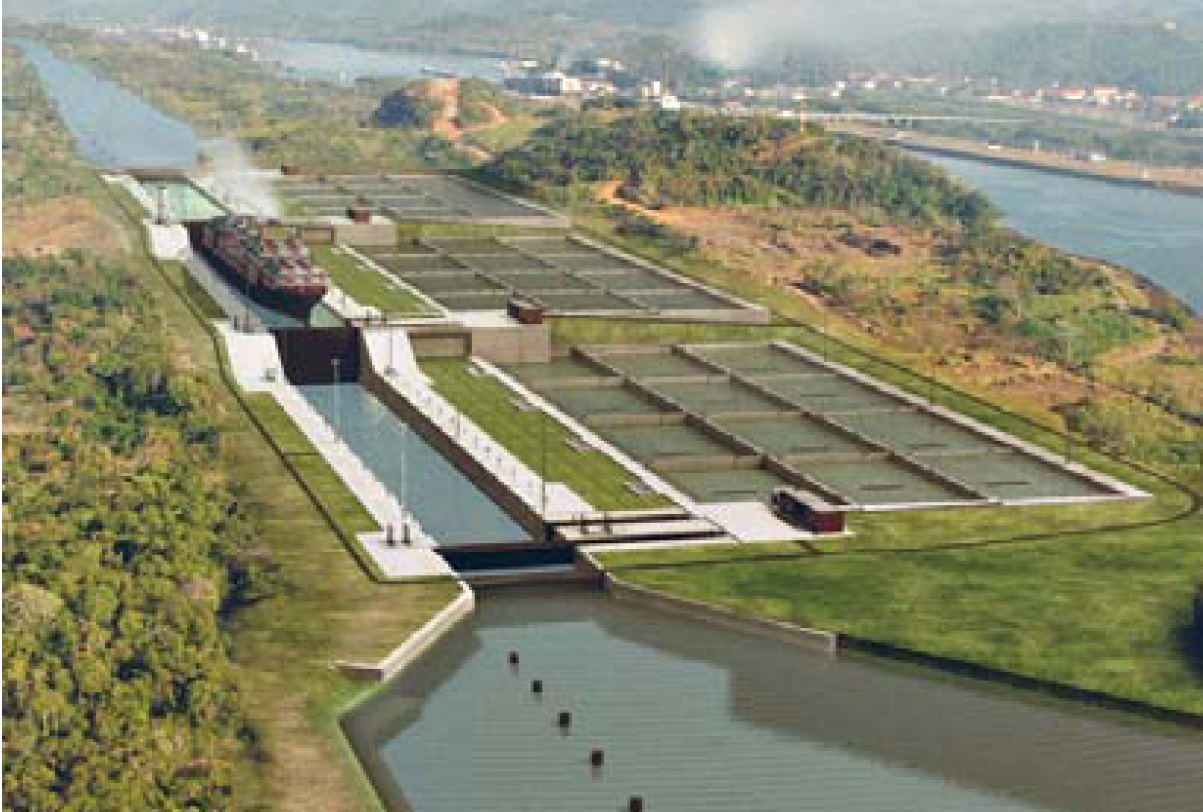
Trzeci system śluz

Prezydent Martín Torrijos ogłosił plan rozbudowy kanału, chciał oddać do użytku nowy, szerszy i głębszy kanał w roku 2014, w setną rocznicę jego zbudowania. Według szacunków Międzynarodowego Funduszu Walutowego poszerzenie i pogłębienie kanału miało potrwać siedem lat i kosztować co najmniej 5,25 mld dolarów. Projekt został przyjęty 4 kwietnia 2006 roku przez rząd, a 22 października za projektem opowiedziało się w referendum 78% mieszkańców Panamy.
3 września 2007 roku Panama rozpoczęła budowę stulecia, zamierzając w ciągu ośmiu lat poszerzyć kanał. Według ekspertów szacowana na ponad 5 miliardów dolarów inwestycja to jedyna szansa, by jeden z najważniejszych szlaków handlowych współczesnego świata nie został w ciągu kilku lat całkowicie sparaliżowany.
W latach 2014–2015 nowy kanał otrzymał dodatkowy komplet śluz, na znacznym odcinku został poszerzony i pogłębiony, a w jeziorze Gatun, przez które wiedzie ponad 30-kilometrowy odcinek, podniesiony został o pół metra poziom wody. To pozwoli przechodzić przez kanał statkom o szerokości do 49 m (160 ft), długości całkowitej 366 m (1,200 ft) i zanurzeniu 15 m (49 ft), a więc kontenerowcom o pojemności 12 000 TEU.
Do 2025 roku przepustowość szlaku – obecnie wynosząca 14 tysięcy statków rocznie – ma wzrosnąć dwukrotnie. Budowa ma całkowicie zmienić przesmyk i uratować jego światową rolę. Dziś kanał wciąż przynosi Panamie pół miliarda dolarów czystego zysku rocznie. Przeciętny statek płaci Panamczykom około 50 tysięcy dolarów. Jednak kanał bez inwestycji za kilka lat stałby się kłopotem. Oblicza się, że wkrótce blisko 40% wielkich kontenerowców nie będzie się mieścić w systemie panamskich śluz. Już dziś prawie połowa statków przechodzących przez śluzy w niektórych miejscach zajmuje całą ich szerokość.
Otwarcie nowych śluz Kanału Panamskiego może być dodatkowym czynnikiem wpływającym na nadpodaż statków klasy Panamax według obecnej definicji. Jednak z drugiej strony ten trzeci zestaw nowych, szerszych śluz może się okazać mocno obłożony i armatorzy „starych” Panamaksów mogą chcieć je zatrzymać w swoich flotach, ponieważ będą z nimi mogli ominąć ewentualną kongestię w nowych śluzach, które mogą być relatywnie bardziej obłożone od istniejących. Oczekiwane przez armatorów przesunięcie na później wejścia w życie przepisów o oczyszczaniu wód balastowych (Water Ballast Treatment), może być dodatkowym czynnikiem opóźniającym wysyłanie „klasycznych” Panamaksów do stoczni złomowych.
26 czerwca 2016 po dziewięciu latach rozbudowy kanału, chiński kontenerowiec Cosco Shipping Panama wpłynął jako pierwszy do poszerzonego Kanału Panamskiego, tym samym dokonując jego otwarcia dla większych jednostek. Statek Cosco Shipping Panama został wybrany losowo; ma on 48 metrów szerokości i 300 metrów długości. Kanał będą mogły pokonywać jednostki jeszcze większe – do 49 m szerokości, 366 metrów długości i zabierające do 14 tys. kontenerów. To oznacza potrojenie wydajności kanału i potrojenie zysków dla Panamy, która zawdzięcza mu 40-45 proc. swojego PKB. Szacuje się, że dzięki jego poszerzeniu najbardziej wzrośnie handel między wschodnim wybrzeżem USA a krajami Azji.
W Kanale Panamskim wybudowane zostały śluzy: Agua Clara po stronie atlantyckiej i Cocoli na Pacyfiku. Całość oddano do użytku z opóźnieniem 20 miesięcy. Inwestycja kosztowała 5,45 mld dolarów.